# اسلام در تبت
اسلام در تبت توسط همسایگان این منطقه شامل شرق اویغورستان و آسیای میانه به تبت رسید. گفته شده‌است که یکی از پادشاهان تبت، به تبعیت از مأمون عباسی به اسلام گروید و تلاش‌هایی برای تبلیغ اسلام در تبت و انتقال آن از طریق آسیای میانه صورت داد.

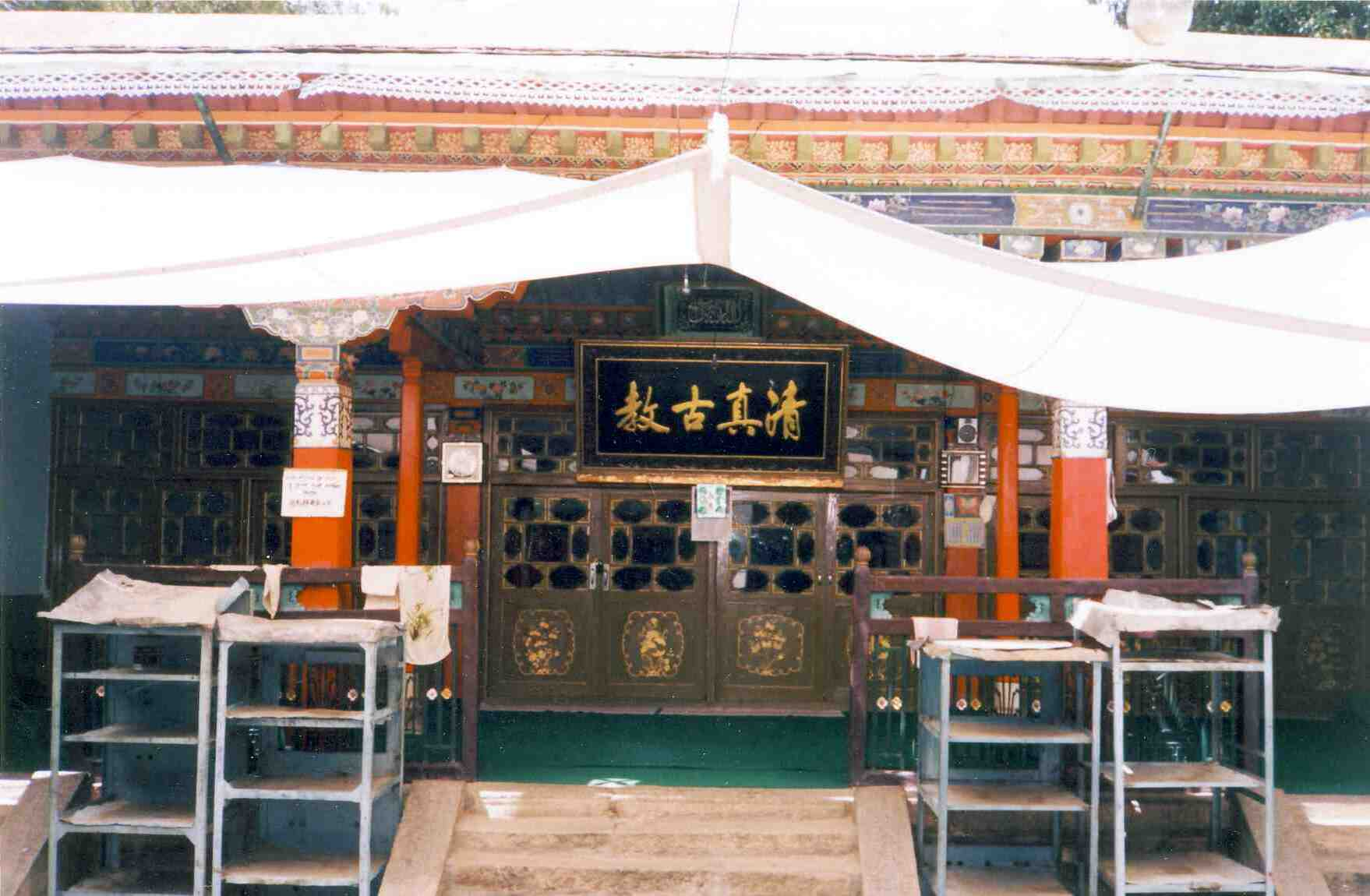
ورود به مسجد قدیمی لهاسا - ۱۹۹۳

## تاریخ
اولین ارتباط جهان اسلام و تبت، از حدود اواسط قرن هشتم میلادی آغاز شد و این پیوند از ترکیبی از تجارت از طریق جاده ابریشم و حضور نظامی نیروهای مسلمان در دره فرغانه رشد نمود. علی‌رغم دانش مبهمی که جهان اسلام دربارهٔ تبت داشت، چند اثر تاریخی و اولیه اسلامی از تبت نام برده‌اند. یکی از این منابع، اثری است که ابو سعید گاردزی با عنوان زین الاخبار تألیف کرده‌است. در آن، در این اثر از محیط، الوهیت پادشاه، منابع اقتصادی و شرح مسیرهای تجارت تبت یاد شده‌است.

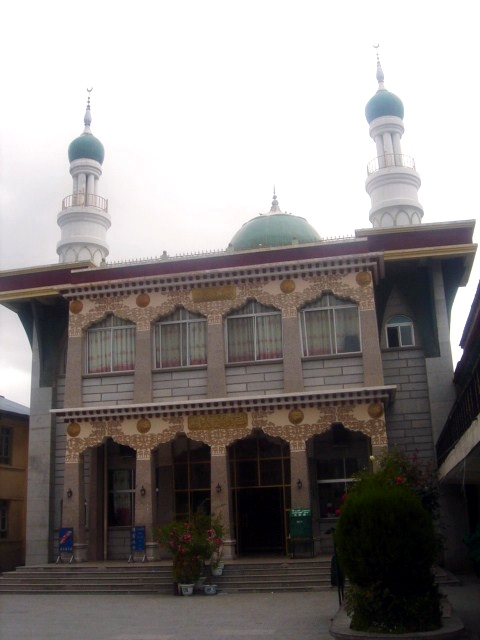
مسجد بزرگ لاسا

در زمان سلطنت سادنالگس (۷۹۹–۸۱۵) جنگی طولانی در برابر قدرتهای عربی و غرب رخ داد. به نظر می‌رسد که تبتی‌ها تعدادی از نیروهای عربی را به اسارت گرفتند و آنها را به خدمت در جبهه شرقی در سال ۸۰۱ مجبور کردند. تجارت گسترده با کشمیر، لاداخ و بلتستان، سبب شد تا مسلمانان به تبت روی آوردند. در زمان سلطنت دالای لاما نگاوانگ لوبسانگ گیاتسو (۱۶۱۷–۱۶۱۶) نیز یک جامعه دائمی مسلمان در تبت مستقر شد. آنها مجاز به انتخاب شورای نمایندگان خود، حل و فصل اختلافات حقوقی جامعه مسلمانان و بر طبق قوانین اسلامی بودند. همچنین مقداری زمین برای ساخت مسجدی در نزدیکی لسا به آنها اهدا شد. موج دیگری از مهاجران جدید مسلمان پس از فتح دگرا در تبت در سال ۱۸۴۱ آغاز شد. بسیاری از سربازان مسلمان کشمیری و لاداکی (که در هنگام جنگ با ارتش دگرا به عنوان اسیر وارد شهر شده بودند) در عقب ماندند تا در تبت مستقر شوند. چند هندو دگرگا نیز در تبت ساکن شدند و بعداً به اسلام گرویدند.

## مردم بالتی
مردم بالتی بلتستان در پاکستان و کارگیل در هند نوادگان بودائیان تبتی هستند که به فرقه نوربکشیای اسلام گرویدند. با گذشت زمان تعداد زیادی به اسلام شیعه گرویدند و تعداد معدودی نیز به اسلام اهل سنت گرویدند. زبان بالتی آنها بسیار باستانی و محافظه کار است و از سایر زبانهای تبتی به تبتی کلاسیک نزدیکتر است.